# Marilyn Manson (gruppo musicale)
I Marilyn Manson (originariamente Marilyn Manson & the Spooky Kids) sono un gruppo industrial metal statunitense, formatosi a Fort Lauderdale in Florida nel 1989.
Creato da Brian Warner e Scott Putesky, si fece conoscere per le esecuzioni teatrali dei loro concerti, che lo resero un vero "cult" a livello locale nei primi anni novanta. Questa attenzione nei confronti della band è successivamente esplosa a livello mondiale, assicurandole un notevole numero di fan. La formazione del gruppo è cambiata svariate volte durante gli anni. Gli attuali componenti del gruppo sono il cantante Marilyn Manson (nome d'arte di Brian Warner), il bassista Juan Alderete, i chitarristi Paul Wiley e Tyler Bates e il batterista Gil Sharone.
Nonostante si basi saldamente sull'industrial metal, la band è nota per i suoi frequenti cambi di immagine e di stile musicale; il gruppo ha fatto suoi, in alcune tappe della sua carriera, elementi della prosa, del glam rock, del vaudeville e del burlesque. Fino al 1996, il nome d'arte di ciascun membro del gruppo era ottenuto combinando il nome di un sex symbol femminile con il cognome di un noto serial killer maschile (il nome stesso del gruppo e del frontman deriva da Marilyn Monroe e Charles Manson) al fine di sottolineare la bizzarra dicotomia della società americana come una critica e contemporaneamente elogiativa stima nei confronti degli Stati Uniti e della loro cultura. I componenti del gruppo indossano bizzarri costumi e trucchi, e sono coinvolti in comportamenti intenzionalmente scioccanti, sia sul palco che fuori. In passato, i loro testi furono spesso criticati per i messaggi antireligiosi ed i riferimenti a sesso, violenza e droga. I loro concerti sono stati spesso definiti offensivi e osceni e, in svariate occasioni, petizioni e proteste hanno costretto il gruppo ad annullare alcune loro date.
Negli anni duemila queste controversie iniziarono a scemare, e con loro anche la popolarità della band. Nonostante ciò, il gruppo vanta ancora oggi un enorme numero di fan. I Marilyn Manson hanno conquistato molti successi: quattro dei loro album sono stati certificati multi-platino e altri due hanno conquistato il disco d'oro; cinque loro dischi hanno debuttato nella top ten e due di essi hanno raggiunto la vetta. VH1 ha nominato i Marilyn Manson al 78º posto nella sua classifica dei 100 migliori artisti hard rock. Il sito AcclaimedMusic.net ha piazzato i Marilyn Manson al 23º posto nella sua classifica dei migliori artisti di tutti i tempi. Nel giugno 2003, Jon Wiederhorn di MTV.com, parlò di Marilyn Manson come "l'unico vero artista al giorno d'oggi". Fino al mese di maggio 2009, i Marilyn Manson hanno venduto oltre 50 milioni di dischi in tutto il mondo.

## Storia del gruppo

### Gli inizi e gli Spooky Kids (1989-1992)
Nel 1989, Brian Warner era uno studente di college che lavorava nel campo del giornalismo, facendo esperienza scrivendo articoli di musica per una rivista di lifestyle della Florida, 25th Parallel. Fu grazie a questo impiego che Brian riuscì ad incontrare molti musicisti con i quali la sua futura band sarebbe poi stata messa a confronto, tra cui i My Life with the Thrill Kill Kult e Trent Reznor dei Nine Inch Nails. Poco dopo incontrò Scott Putesky e, dopo avergli mostrato alcuni testi e poesie che aveva scritto, gli propose di formare una band insieme. Warner, il chitarrista Putesky e il bassista Brian Tutunick registrarono la loro prima musicassetta demo con il nome di Marilyn Manson & the Spooky Kids nel 1990, assumendo i nomi d'arte Marilyn Manson, Daisy Berkowitz e Olivia Newton Bundy, rispettivamente. Presto si unì a loro Stephen Bier, col nome d'arte Madonna Wayne Gacy; Bundy fu poi sostituito da Gidget Gein, pseudonimo di Brad Stewart. Nel 1991, il batterista Fred Streithorst entrò nella band con il nome Sara Lee Lucas.
Il nome d'arte utilizzato da ciascun componente era rappresentativo di un concetto della band considerato cruciale: la dicotomia tra bene e male e l'esistenza di entrambi, insieme, ovunque. "Marilyn Monroe aveva un lato oscuro", spiegò Manson nella sua autobiografia, "così come Charles Manson ha una parte buona, intelligente". Le immagini di Monroe e di Manson, così come quelle di altri personaggi ugualmente famosi, erano comuni nel primissimo materiale promozionale della band.

La popolarità degli Spooky Kids crebbe velocemente a livello locale, grazie sia a Scott David (dj radiofonico di WYNX-FM nonché uno dei primi fan della band che mandò in onda alcune delle canzoni tratte dei primi demo del gruppo) sia ai loro concerti dal forte contenuto visuale, che mutuavano contenuti dalla performance art ed erano estremamente scioccanti. Non era difficile vedere sul palco "donne nude inchiodate a una croce, un bambino in gabbia, o parti del corpo sanguinanti di animali". Manson, Berkowitz e Gein si esibivano in abiti da donna o costumi bizzarri; inoltre, in mancanza di effetti pirotecnici professionali, davano talvolta fuoco al loro stesso materiale scenico. La band poneva questa teatralità grottesca in radicale contrasto con elementi tratti dalla cultura infantile dei componenti della band: i personaggi provenienti dai programmi televisivi per bambini degli anni settanta e ottanta apparivano regolarmente, spesso alterati, sulle locandine e nei giornalini dei Marilyn Manson, e spesso le loro voci venivano campionate nelle canzoni. Il gruppo continuò a registrare e pubblicare cassette (accorciando il nome in Marilyn Manson nel 1992) fino all'estate del 1993, quando la band attirò l'attenzione di Trent Reznor, che all'epoca aveva appena fondato la Nothing Records, sua personale casa discografica.

### Nothing Records ePortrait of an American Family(1993-1995)
Reznor offrì ai Marilyn Manson un contratto con la sua nuova etichetta e l'opportunità di supportare i Nine Inch Nails nel loro imminente tour. La band accettò entrambe le offerte, e le sessioni di registrazione per il loro disco di debutto nazionale, Portrait of an American Family, iniziarono nel luglio 1993. Lavorando con il produttore Roli Mosimann ai Criteria Studios di Miami, la band registrò alcuni nuovi brani oltre a materiale tratto dal repertorio degli Spooky Kids e, alla fine dell'autunno 1993, completò la prima versione del disco di debutto, intitolato The Manson Family Album. Questo album, in ogni caso, non fu ben accolto. L'abrasiva "durezza" sonora che la produzione di Mosimann aveva portato a gruppi come gli Swans non riuscì a materializzarsi sul Manson Family Album; Reznor e tutti i componenti della band lo trovarono piatto e privo di vitalità, poco rappresentativo delle performance dinamiche dei Marilyn Manson. "Ho pensato 'fa davvero schifo'", spiegò Manson, "così lo feci sentire a Trent, e pensò che faceva schifo". Inoltre la band stava avendo problemi con il bassista Gidget Gein, che aveva iniziato a perdere il controllo della sua dipendenza dall'eroina. Durante i lavori per rifinire il primo album, la band tenne due spettacoli nella Florida del Sud sotto il nome Mrs. Scabtree. Non si sa molto sulla formazione completa, tranne il fatto che Manson suonò la batteria, Gacy la tastiera, Berkowitz la chitarra e che Jeordie White degli Amboog-a-Lard, band thrash metal di Miami era la voce del gruppo insieme a Jessicka dei Jack Off Jill. Furono coinvolti anche altri quattro musicisti locali: il bassista Mark Dubin dei Sister Venus, Patrick Joyce del gruppo The Itch, il chitarrista Miles Hie e la violinista Mary Karlzen.
Nell'ottobre 1993, Reznor accettò di rielaborare quanto era stato prodotto per l'album dei Marilyn Manson, portando la band e le loro registrazioni al Record Plant di Los Angeles. Gein, che era stato portato in ospedale a seguito di un'overdose, non fu invitato. Dopo sette settimane di missaggio, remissaggio e riregistrazioni, l'album (ora intitolato Portrait of an American Family) era finalmente pronto per essere presentato alla Interscope Records. Non appena il primo singolo Get Your Gunn cominciò ad essere trasmesso nelle radio, Gein ricevette una lettera dalla band che dichiarava che le sue prestazioni erano "non più necessarie", dopo essere andato in overdose di eroina per la quarta volta; venne sostituito da White, proveniente dagli Amboog-a-Lard, che assunse il nome d'arte Twiggy Ramirez. Nel dicembre 1993, Ramirez suonò per la prima volta come nuovo bassista della band in occasione di una settimana di concerti per tutta la Florida, con i Jack Off Jill come band di apertura. Mentre la band si esibiva al Club 5 di Jacksonville, Manson fu accusato dalla Coalizione Cristiana locale di violazione dei codici di regolamentazione per l'intrattenimento per adulti. La cantante dei Jack Off Jill Jessicka fu a sua volta accusata di adescamento e volgarità. Entrambi i cantanti furono arrestati e multati per reati minori. Durante la prima data di un tour nazionale dei Nine Inch Nails di quattordici settimane, per i quali la band apriva i concerti, Ramirez fece il suo debutto in un tour nazionale. Fu durante questo tour che Manson ebbe occasione di incontrarsi con il fondatore della Chiesa di Satana Anton LaVey. Dopo un cordiale incontro, LaVey insignì Manson con il titolo di "Reverendo", e non necessariamente qualcuno che dedica la sua vita a diffondere la religione, come fa un sacerdote. Manson utilizzerà questo titolo nelle note dell'album, chiamando se stesso "Reverendo Marilyn Manson".
Nel marzo 1995, la band iniziò il suo primo tour nazionale da protagonista, della durata di due mesi e con i Monster Voodoo Machine come band di supporto; questo è stato l'ultimo tour della band con Sara Lee Lucas alla batteria. Mentre il tour procedeva, iniziarono a crescere tensioni tra Lucas e Manson e, nella penultima notte del tour, Manson decise in segreto di terminare lo show con un gesto plateale: mentre suonavano quello che allora era il loro ultimo singolo, Lunchbox, innaffiò la strumentazione di Lucas con un liquido infiammabile e poi diede fuoco al tutto, con Lucas che tentava ancora di suonare (sembra che Manson dimenticò che la band aveva ancora una data da tenere). Lucas lasciò il gruppo la notte seguente, dopo l'ultima data. Fu sostituito meno di due settimane dopo il suo addio da Kenneth Wilson, meglio conosciuto con lo pseudonimo che scelse al momento del suo ingresso nella band: Ginger Fish. I Marilyn Manson erano ancora in tour, stavolta insieme ai Danzig e ai Korn.

#### Smells Like Children

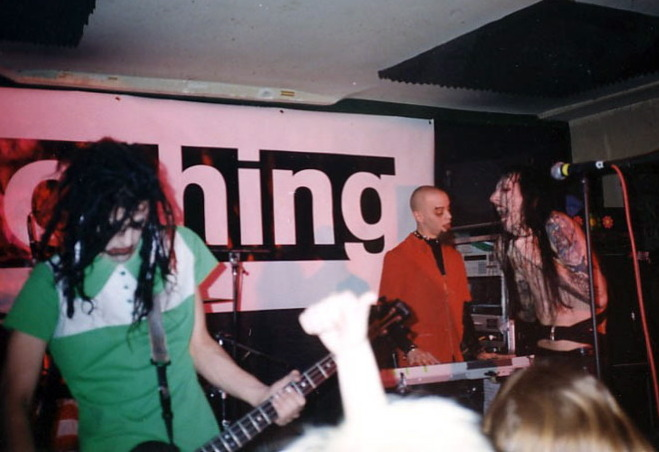
I Marilyn Manson durante "A Night of Nothing", evento organizzato da Nothing Records per il suo lancio

Durante questo tour, la band conobbe l'autista del pullman dei Danzig, Tony Wiggins, il quale entrò quasi subito in amicizia con loro, preoccupandosi di offrire ad ogni membro della band tutto il divertimento malsano di qualsiasi città o paesino in cui si fossero fermati. Una delle sue trovate più originali fu quella di organizzare una pseudo-consulenza psicologica che avveniva nel backstage dei concerti, dove le persone venivano legate e, con una videocamera puntata addosso, interrogate. Non poche volte Tony si trovò sul punto di finire nei guai a causa di ciò.
Il tour terminò nell'estate 1995; subito dopo la band si trasferì nella nuova sede dei Nothing Studios a New Orleans per iniziare a lavorare al terzo singolo estratto da Portrait of an American Family, Dope Hat. Accompagnato da un videoclip che mostra Manson nei panni di Willy Wonka in una sorta di versione shock-horror di Willy Wonka e la fabbrica di cioccolato, l'idea del singolo di Dope Hat si tramutò in un EP di remix della durata di un'ora, intitolato Smells Like Children. Le quindici tracce di cover, remix e bizzarri esperimenti sonori (tra cui trovarono spazio anche alcune delle interviste di Tony Wiggins) contenute nel disco includevano anche la versione della band del brano Sweet Dreams (Are Made of This) degli Eurythmics, che sarebbe diventato il primo vero successo dei Marilyn Manson: il video fu messo in continua rotazione su MTV (in forte contrasto con il video di Dope Hat, che la stessa MTV esiliò agli orari notturni solamente pochi mesi prima) e la critica musicale si accorse finalmente del gruppo. Fu inoltre in questo periodo che il gruppo iniziò a sperimentare la moda gotica ed altri bizzarri costumi.
Seguì un tour da protagonisti della durata di cinque mesi, da settembre a febbraio, durante il quale la band iniziò a proporre nuovi pezzi come Irresponsible Hate Anthem, Minute of Decay e Smells Like Children. Voci riguardanti un nuovo album circolarono pesantemente in questo periodo, e furono confermate quando la band fece ritorno ai Nothing Studios di New Orleans a inizio 1996 per fare ciò che Manson definì "un rituale musicale progettato per causare l'Apocalisse".

### Antichrist Superstar(1996-1997)

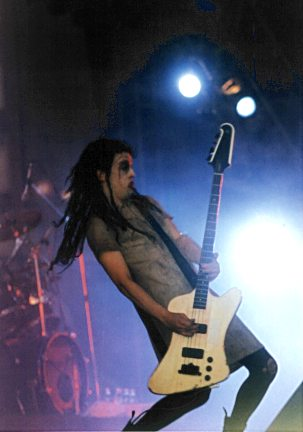
Twiggy Ramirez dal vivo in Argentina durante il "Dead to the World Tour"

Il secondo album in studio dei Marilyn Manson, Antichrist Superstar, fu pubblicato l'8 ottobre 1996. L'opera rock-concept album fu registrata presso i Nothing Studios con lo stesso Trent Reznor nelle vesti di produttore esecutivo; i lavori di realizzazione del disco furono molto difficili, segnati, a quanto si dice, da esperimenti di privazione del sonno e costante uso di droghe allo scopo di creare un ambiente che si adattasse al contenuto suggestivo e talvolta violento dell'album. Durante questo periodo gli screzi tra i componenti del gruppo furono molti, e portarono all'abbandono della band da parte del chitarrista e cofondatore Daisy Berkowitz. Con Berkowitz fuori dalla band, Twiggy Ramirez suonò la chitarra per la maggior parte delle sessioni di registrazione di Antichrist Superstar, e il gruppo iniziò a cercare un nuovo chitarrista per l'imminente tour; Timothy Linton, dopo un'audizione ottenne il posto. Rompendo la tradizione durata sei anni di associare a ogni nuovo componente un nome d'arte nella struttura icona/killer, il nuovo componente fu ribattezzato Zim Zum (nome derivato dalla Cabala ebraica), una delle maggior fonti d'ispirazione per l'album.
Il primo singolo tratto dall'album, The Beautiful People, ebbe un grande impatto nelle classifiche alternative rock, e creò così tanta attesa per Antichrist Superstar che l'album debuttò al numero 3 nella classifica album. Il frontman della band apparve sulla copertina della rivista Rolling Stone, la quale premiò la band con il titolo di Miglior nuovo artista per l'anno 1996. Seguì il Dead to the World Tour della durata di un anno e mezzo in supporto al disco; fu il più lungo ed esteso tour del gruppo e segnò il debutto dal vivo della band in Alaska, nelle Hawaii, nel Regno Unito, nell'Europa continentale, in Sudamerica, in Asia e in Australia, dato che la loro fama si estese ad ogni angolo del mondo. Negli Stati Uniti, in ogni caso, il gruppo stava ricevendo molta più attenzione che in passato, e non solamente in senso positivo.
Mentre il tour procedeva, la band si ritrovò al centro delle sedute del Congresso degli Stati Uniti, presiedute dal senatore Joseph Lieberman, per determinare gli eventuali effetti dei testi musicali violenti sui giovani ascoltatori. Lieberman si sarebbe in seguito riferito ai Marilyn Manson come "probabilmente il gruppo più malato mai promosso da una casa discografica mainstream". Inoltre, quasi ogni concerto del tour fu picchettato da organizzazioni religiose, che imploravano i fan di non andare a vedere il musicista che disse "Penso che ogni volta che le persone ascolteranno questo nuovo album forse Dio sarà distrutto nelle loro menti ottenebrate.
Il 10 novembre 1997, la band pubblicò un EP di remix e brani dal vivo, Remix & Repent, contenente nuove versioni dei quattro singoli tratti da Antichrist Superstar (The Beautiful People, Tourniquet, Antichrist Superstar e Man That You Fear) oltre ad alcuni brani registrati dal vivo durante i concerti della branca statunitense del Dead to the World Tour. Due canzoni registrate durante le sessioni di Antichrist Superstar e poi scartate dalla tracklist finale del disco vennero impiegate come colonne sonore per altrettanti film: Apple of Sodom apparve in Strade perdute di David Lynch e The Suck for Your Solution nel film biografico su Howard Stern Private Parts. Sul finire dell'anno, Manson annunciò l'imminente uscita del suo primo libro, l'autobiografia La mia lunga strada dall'inferno; il libro fu pubblicato nel mese di febbraio 1998, insieme ad una videocassetta del tour mondiale, intitolata Dead to the World. In questo periodo venne inoltre rivelato che Antichrist Superstar sarebbe stato il primo disco di una trilogia di concept album, e che il secondo dei tre dischi avrebbe visto presto la luce. Iniziarono a circolare voci secondo le quali Billy Corgan e i Dust Brothers erano stati coinvolti nella realizzazione di questo nuovo album ancora privo di un titolo.

### Mechanical Animals(1998-1999)

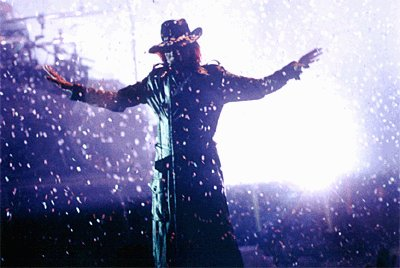
Marilyn Manson mentre canta Coma White dal vivo

Il 15 settembre 1998, i Marilyn Manson pubblicarono la seconda parte della loro trilogia, Mechanical Animals, un album fortemente influenzato da David Bowie e dal suo disco Diamond Dogs del 1974. La promozione del disco da parte della Interscope fu estremamente intensa: fu persino piazzato un enorme cartellone pubblicitario a Times Square raffigurante il cantante Manson come un extraterrestre androgino, e la band fece svariate apparizioni su MTV e altri network per promuovere l'album ed il singolo The Dope Show; spinto dal successo di Antichrist Superstar e dalla stampa, l'album debuttò direttamente al numero 1 della Billboard 200. La band cambiò totalmente immagine per questo album, mettendo da parte la tetra oscurità del disco precedente in favore di un gusto del macabro più celato.
I Marilyn Manson erano diventati una glam rock band, che mutuava la propria immagine soprattutto da Bowie, dai Roxy Music e dai loro contemporanei. Da questo periodo, la band traslocò definitivamente a Los Angeles, e Zim Zum fu sostituito dal chitarrista John Lowery, che aveva proprio il glam tra le sue influenze, e che entrò nella band col nome John 5. Dopo un breve tour promozionale, la band si imbarcò nel Beautiful Monsters Tour con le Hole e i Monster Magnet come band di supporto. Il tour fu problematico: il 1º marzo 1999 i tre gruppi tennero il primo show a Spokane; il 14 marzo le Hole abbandonarono il tour e Manson si ruppe una caviglia, ciò portò a dover posticipare alcuni concerti. Il tour fu rinominato Rock Is Dead Tour e furono chiamati i Jack Off Jill e i Nashville Pussy come band di apertura per le date rimanenti.

#### Il massacro della Columbine
Meno di tre settimane dopo la ripresa del tour, due studenti (Eric Harris e Dylan Klebold) uccisero tredici persone alla Columbine High School di Littleton in Colorado, per poi suicidarsi entrambi; i media descrissero inizialmente i due assassini come fan di musica e videogiochi "violenti". L'attenzione mediatica fu catalizzata immediatamente verso Manson e la sua band; successivamente fu però confermato che né Harris né Klebold erano fan del gruppo. Il 28 aprile 1999, i Marilyn Manson cancellarono le date rimanenti del Rock Is Dead Tour in segno di rispetto verso le vittime, e non si fecero più vedere a Denver fino all'Ozzfest del 2001. Il brano The Nobodies fu direttamente ispirato dal massacro.

### Holy Wood (In the Shadow of the Valley of Death)(2000-2002)
Il resto del 1999 e gran parte dell'anno 2000 rappresentarono un periodo di relativo silenzio per i Marilyn Manson. La band trascorse oltre un anno a scrivere e registrare canzoni in uno studio nella Death Valley, con un solo singolo (Astonishing Panorama of the Endtimes, risalente alle registrazioni di Antichrist Superstar) pubblicato durante tale periodo. Il 14 novembre 2000, Holy Wood (In the Shadow of the Valley of Death) vide la luce. Ritornando al suono più oscuro e abrasivo che caratterizzò Antichrist Superstar, gran parte del contenuto dell'album fu scritto in risposta al massacro della Columbine.
Descritto dalla band come la terza parte della trilogia iniziata con Antichrist Superstar e continuata con Mechanical Animals, il tema principale del disco è l'esplorazione della relazione tra morte e fama nella cultura americana, e i suoi testi e l'artwork contengono molti riferimenti a John F. Kennedy e Lee Harvey Oswald, John Lennon e Mark David Chapman e persino Abraham Lincoln e John Wilkes Booth. L'internazionale Guns, God and Government Tour continuò i temi del disco esplorando il fascino dell'America nei confronti della violenza, e con il logo del tour (un fucile e due pistole posizionate in modo tale da ricordare la croce cristiana) Manson non tentò minimamente di nascondere ciò che lui vedeva come la causa di questo fascino.
La band rivelò inoltre che, nell'ambito della trilogia di dischi ampiamente menzionata, Holy Wood rappresenta un prequel di Mechanical Animals e Antichrist Superstar nonostante questi ultimi siano usciti prima di Holy Wood. Ognuno dei tre album contiene una storia a sé stante, ma ascoltati uno dopo l'altro, una quarta storia si sviluppa nell'arco dei tre dischi. Manson parlò a proposito di questo progetto dicendo:
(Marilyn Manson, Guns, God and Government: Interview with Marilyn Manson)
Il 16 maggio 2001, Manson annunciò sul sito della band di aver programmato di leggere un passo della Bibbia nel suo prossimo concerto, per "equilibrare" i suoi testi violenti, "così possiamo esaminare le virtuosità delle magnifiche storie cristiane di malattie, omicidi, adulteri, suicidi e sacrifici di bambini. Ora tutto ciò mi sembra intrattenimento". Il 21 giugno 2001, Manson lesse effettivamente stralci della Bibbia sul palco a Denver in Colorado, precisamente il passo del Levitico 20,9 ("Se un uomo maledice suo padre e sua madre, dev'essere messo a morte") e dei Salmi 137,9 ("Beato chi afferrerà i tuoi bambini e li sbatterà contro la roccia").
Questo tour fu documentato in un DVD dallo stesso nome, pubblicato il 29 ottobre 2002 e così commentato da Manson sulla copertina del DVD: "Questo vi aiuterà a vedere cosa significa essere inchiodato a questa palla demolitrice". Oltre ad un concerto/compilation tratto dal tour (brani tratti da vari show montati per apparire come una singola performance), il DVD include un cortometraggio di trenta minuti intitolato Death Parade, una sorta di "passepartout" per il tour.
Sette anni dopo, il DVD è stato seguito da Guns, God and Government – Live in L.A.. Commercializzato in formato Blu-ray il 17 novembre 2009, contiene le sedici canzoni eseguite durante lo show di Los Angeles nella loro interezza.

### The Golden Age of Grotesque(2003-2005)

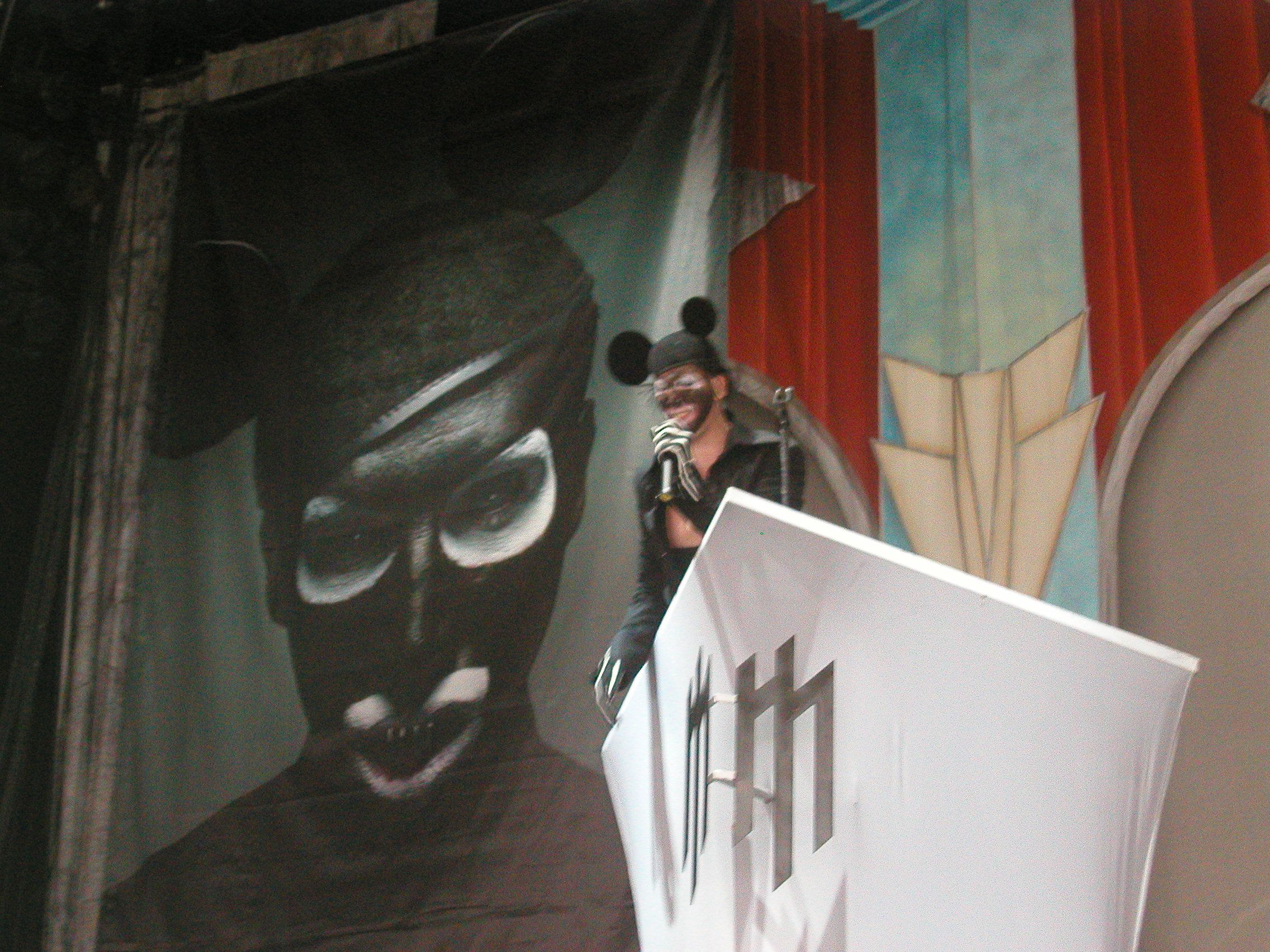
I Marilyn Manson dal vivo all'Ozzfest nel 2003

Con il "trittico" dei tre precedenti album completo, i Marilyn Manson erano ora liberi di iniziare un progetto completamente nuovo. Nel 2002, Jonathan Davis dei Korn invitò Marilyn Manson in uno studio di registrazione per incidere la parte vocale della traccia Redeemer da lui scritta. Il brano, prodotto da Jon e Richard Gibbs, fu poi incluso nella colonna sonora de La regina dei dannati. Dopo aver trovato ispirazione nella decadente era dello swing anni trenta, la band incise The Golden Age of Grotesque quell'anno, e il disco fu pubblicato il 13 maggio 2003.
Mettendo da parte la profondità dei testi e il simbolismo ed i significati nascosti di Holy Wood, il nuovo album fu relativamente semplice; in una metafora estesa, Manson confronta la sua musica, spesso criticata, con l'entartete Kunst proibita dal regime nazista. Il nuovo componente Tim Sköld, entrato nel gruppo per sostituire Twiggy Ramirez, aggiunse una nuova dimensione al suono della band; portò con sé dai KMFDM l'abitudine di utilizzare l'elettronica. The Golden Age of Grotesque fu spesso accusato di essere un disco derivato dai KMFDM e privo dell'originalità che da sempre aveva contraddistinto i Marilyn Manson. L'album debuttò al primo posto nelle classifiche album, vendendo oltre 118 000 copie negli Stati Uniti solo nella prima settimana di vendita.
Seguì un altro tour mondiale, il Grotesk Burlesk Tour, che riprese le tematiche dell'album ispirate dalla Repubblica di Weimar aggiungendo elementi del Kabarett tedesco alle performance del gruppo. L'elaborato artwork a cura di Gottfried Helnwein apparve anche nei costumi di scena della band, e i componenti del gruppo iniziarono ad apparire, sia sul palco che fuori, vestiti con abiti griffati e in compagnia di grandi star della moda.

#### Lest We Forget: The Best Of
Lest We Forget fu pubblicato il 28 settembre 2004. Il cantante si riferì a questo disco come il suo "album d'addio". Fu supportato da un nuovo tour mondiale, Against All Gods Tour. Dopo la pubblicazione del singolo Personal Jesus, la band fece diverse apparizioni promozionali, compresa un'esibizione a MADtv; durante una di queste esibizioni (i Comet Awards, tenutisi in Germania) il batterista Ginger Fish cadde dalla sua postazione, fratturandosi il cranio e i polsi. Fu temporaneamente sostituito da Chris Vrenna, ex batterista dei Nine Inch Nails; dopo essersi ripreso dall'incidente, Fish registrò e suonò dal vivo con una nuova band da lui creata, i Martyr Plot, prima di tornare nei Marilyn Manson.
Anche John 5 fu sostituito; Mark Chaussee dei Fight prese il suo posto da chitarrista per i concerti rimanenti dell'Against All Gods Tour, mentre in studio fu sostituito da Tim Skold. Nonostante John 5 negò ogni ostilità verso Marilyn Manson dopo l'annuncio del suo addio alla band, c'è da dire che si verificò un incidente tra John 5 e Marilyn Manson durante l'apparizione della band al Rock am Ring del 2003: appena dopo l'inizio del brano The Beautiful People Manson tirò un calcio e poi prese a spintoni il chitarrista. John 5 replicò con rabbia, gettando a terra la sua chitarra e alzando i pugni contro Manson, prima di riprendere la canzone. Lest We Forget fu certificato disco d'oro nel 2005.

### Eat Me, Drink Me(2006–2008)

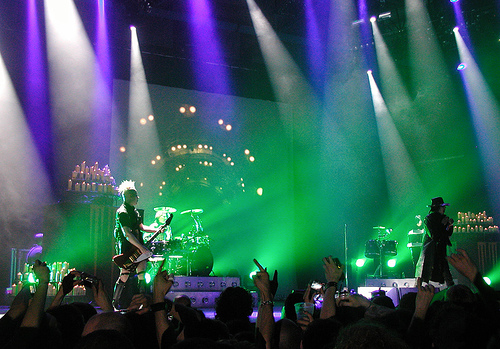
I Marilyn Manson dal vivo a Firenze, durante il "Rape of the World Tour"

A partire dal mese di gennaio 2006 e per l'arco per alcuni mesi, il sito ufficiale dei Marilyn Manson fu oggetto di svariati aggiornamenti, che aggiunsero via via nuove immagini e canzoni e portarono numerosi ottusi riferimenti alla Celebritarian Corporation, un movimento artistico capitanato dal frontman. Da allora sono stati messi in commercio gadget riportanti loghi come la "doppia croce" (una variazione della Croce di Lorena), così come gli slogan "we will sell our shadow to those who stand within it" e "do not seek death; seek destruction".
Il sesto album in studio dei Marilyn Manson, Eat Me, Drink Me, fu distribuito il 5 giugno 2007, debuttando in ottava posizione negli Stati Uniti con oltre 88 000 copie vendute nella prima settimana. Uscito oltre quattro anni dopo The Golden Age of Grotesque, Eat Me, Drink Me segnò un ennesimo cambiamento nello stile musicale del gruppo. Una nota importante riguardante l'album è il fatto che sia stato scritto interamente da Manson e Skold in uno studio affittato. L'album è anche il primo disco dei Marilyn Manson che non vede la presenza di Madonna Wayne Gacy (Pogo) come componente della band, rendendo il cantante Marilyn Manson l'unico componente presente fin dalla formazione originale dei tempi di Portrait of an American Family. Chris Vrenna, che aveva temporaneamente sostituito il batterista Ginger Fish durante l'Against All Gods Tour, rimpiazzò Pogo diventando il nuovo tastierista ufficiale della band. I Marilyn Manson si imbarcarono in un tour condiviso con gli Slayer per promuovere il nuovo album, che vide la presenza dei Bleeding Through come band di apertura e dei Deadly Apples come ospiti in determinate date.
Circolarono voci secondo le quali Marilyn Manson scrisse il brano Mutilation Is the Most Sincere Form of Flattery come un attacco ai My Chemical Romance. Successivamente, il cantante negò queste voci, affermando che il brano era indirizzato in generale alle persone che hanno cercato di imitarlo. In un'altra intervista, Manson disse che "sono imbarazzato dal fatto di essere me stesso, perché queste persone stanno seriamente facendo una triste, patetica, superficiale versione di ciò che ho fatto io". In risposta a questa intervista, Gerard Way, cantante dei My Chemical Romance, disse che niente di ciò che Manson può dire avrebbe distrutto la band. Il 9 gennaio 2008 Marilyn Manson postò un aggiornamento sul suo profilo MySpace, nel quale annunciava il ritorno di Twiggy Ramirez nella band, con conseguente abbandono da parte di Tim Sköld. Sembra che Skold e Manson avessero iniziato a scrivere nuovo materiale prima del cambio di formazione. Collaborazioni future con Skold non sono state escluse.

### Il ritorno di Twiggy Ramirez eThe High End of Low(2008–2009)

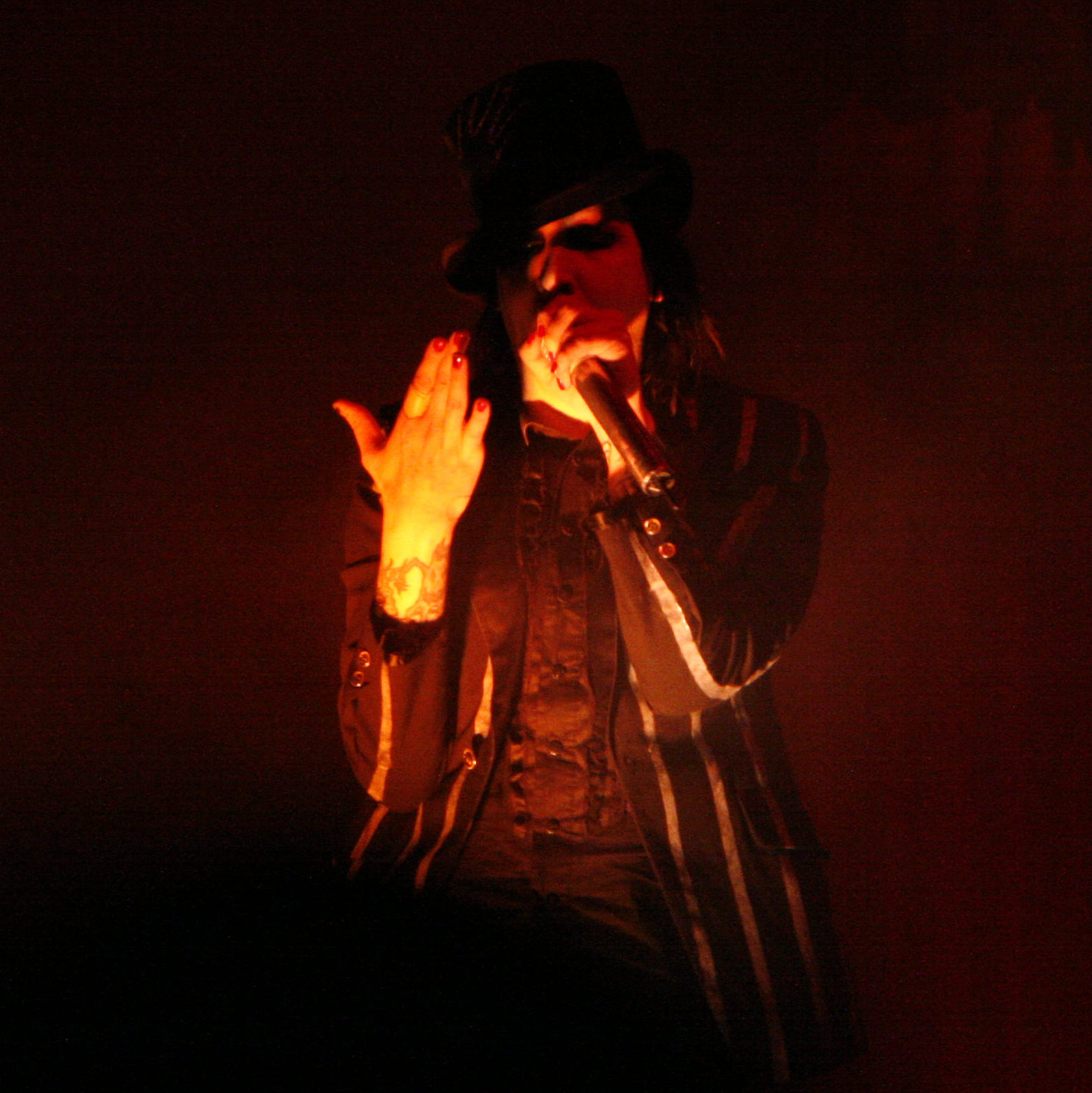
Marilyn Manson dal vivo allEurockéennes del 2007

Le registrazioni per il settimo album in studio della band iniziarono subito dopo la conclusione del Rape of the World Tour il 2 marzo 2008. Il 29 novembre 2007, il sito dedicato ai Marilyn Manson "The Hierophant" annunciò che il frontman aveva programmato di iniziare a scrivere le canzoni per il nuovo disco tra gennaio e febbraio 2008. Le registrazioni vennero effettuate nella casa di Manson a Hollywood Hills tra il novembre 2008 e il 5 gennaio 2009. L'ultima canzone del disco, intitolata 15, fu completata la sera del compleanno di Manson, il 5 gennaio (1/5 in americano; da qui il titolo del brano).
Manson disse: "dopo l'uscita del mio greatest hits (Lest We Forget) mi sono preso una lunga pausa dalla musica perché era un periodo in cui non ero sicuro di cosa volessi fare. Ho lasciato la musica per un po' ma è un errore che non voglio ripetere in futuro". Nominò Kerry King, l'ex chitarrista degli Smashing Pumpkins James Iha e Nick Zinner degli Yeah Yeah Yeahs come possibili collaboratori. Durante un'esclusiva intervista intitolata Everyone Will Suffer Now pubblicata all'ormai defunto sito MansonUSA l'11 gennaio 2008, Manson disse: "Sento che ora c'è un grande cambiamento in corso. Sarà lui. Eat Me, Drink Me sta aprendo la finestra e questo sarà l'uragano Katrina". Dopo la separazione artistica da Skold e il ritorno di Ramirez, la band fu occupata con i lavori per l'album al fine di raggiungere l'obiettivo di farlo uscire entro il mese di febbraio 2009. Presto vennero annunciate le date del nuovo tour. In un'intervista con Steppin'Out, Manson descrisse l'allora nascente album come "spietatissimo, durissimo e violentissimo".
Il 14 agosto 2008, Manson annunciò durante un'intervista pubblica a Seul che l'ex chitarrista dei Limp Bizkit ed attuale frontman dei Black Light Burns Wes Borland era ora un componente del gruppo, entrato come chitarrista in sostituzione di Rob Holliday. La band si esibì all'ETP Festival e concluse la produzione del nuovo album. In ogni caso, Borland lasciò il gruppo dopo pochi mesi per tornare con i Limp Bizkit per la terza volta. Borland raccontò all'edizione inglese di Kerrang! che la decisione di lasciare i Marilyn Manson nacque in seguito al fatto che nessuna delle nove canzoni che scrisse per l'album venne poi inclusa nella tracklist finale, e fu estremamente insoddisfatto dell'idea di essere solo un "sicario".
Il 5 ottobre, la band tenne uno show speciale all'annuale meeting dei manager di Hot Topic, presso il Marriott Hotel situato nell'aeroporto internazionale di Los Angeles. Durante la festa successiva gli Scream Award del 2008, Manson fu sentito paragonare il nuovo album ad Antichrist Superstar e dire che il disco era "quasi finito". Previde la pubblicazione di una nuova canzone entro la fine dell'anno ed espresse il desiderio di pubblicare il disco per il giorno di San Valentino. In un'intervista rilasciata a Revolver Magazine nel febbraio 2009, il frontman rivelò il titolo di due canzoni, I Wanna Kill You Like They Do in the Movies e Armagoddamnmotherfuckinggeddon. Il produttore dell'album, Sean Beavan, postò successivamente un aggiornamento su MySpace rivelando i titoli di altre due canzoni, 15 e Four Rusted Horses. Manson disse a Revolver: "Ho riavuto indietro il mio fuoco", e dichiarò che il disco "pulisce seriamente il pavimento da tutto ciò che abbiamo fatto in passato".
Il giorno della vigilia di Natale, Manson rilasciò una dichiarazione allo scopo di mettere a tacere le voci che circolavano riguardo alla sua relazione con Evan Rachel Wood e su una presunta collaborazione con il rapper Ne-Yo. Il 12 gennaio, il titolo di un altro brano fu annunciato da Rudy Coby, collaboratore ed amico del frontman. La canzone in questione era Devour e fu annunciato che sarebbe stata la prima traccia del disco.
I Marilyn Manson si unirono agli Slayer in qualità di headliner per il Mayhem Festival del 2009, organizzato da Rockstar Energy. Il comunicato stampa del tour affermava che "Manson è attualmente in studio e sta lavorando al suo settimo album di inediti, previsto per l'uscita il 18 maggio sotto etichetta Interscope Records". Il 2 febbraio, la rivista Rolling Stone confermò che il disco era stato ufficialmente intitolato The High End of Low.
Il 18 marzo 2009 Kerrang! annunciò che l'album avrebbe contenuto un totale di 15 tracce e che il brano finale era intitolato 15. Rivelò inoltre il titolo di un altro brano, We're from America. Manson parlò a proposito di quest'ultima canzone, dicendo: "Penso che molte delle persone che ascolteranno il brano penseranno inizialmente che sia solo a sfondo politico, ma non è così, parla anche di me che descrivo molti scenari del cazzo attraverso i quali sto passando durante la mia vita. Qualcuno mi ha chiesto 'Perché sei così fuori di testa?', 'Bè, vengo dall'America'. Odio il fatto che così tante persone abbiano sminchiato il paese, e molte persone hanno sminchiato la mia vita personale e io ho permesso loro di farlo. Perciò, in un certo senso, mi sento come l'America, ma di certo questo non mi rende un rocker che pretende a tutti i costi la libertà patriottica". La traccia fu distribuita in esclusiva tramite il sito ufficiale della band come download gratuito il 27 marzo 2009. Il 7 aprile, divenne disponibile per l'acquisto in forma di singolo digitale.
Il primo singolo ufficiale estratto dall'album, Arma-Goddamn-Motherfuckin-Geddon, debuttò nelle radio il 21 aprile. Raggiunse la posizione numero 37 della Mainstream Rock Chart di Billboard. Il 16 aprile 2009, il sito ufficiale della band fu aggiornato con una nuova pagina di benvenuto contenente l'artwork del disco in uscita e la sua lista tracce. Il disco uscì il 26 maggio 2009. Debuttò in quarta posizione nella Billboard 200 con 49 000 copie vendute nella prima settimana. Nonostante abbia raggiunto una posizione più alta in classifica rispetto al precedente disco della band Eat Me, Drink Me che debuttò in ottava posizione, fu l'album che vendette di meno nella prima settimana tra tutti quelli della band fin dai tempi del live The Last Tour on Earth, che nel 1999 vendette 26 000 copie nella prima settimana.
Dopo molte speculazioni da parte dei fan e nessun annuncio ufficiale, Andy Gerold si unì ai Marilyn Manson in qualità di bassista dal vivo per il The High End of Low Tour dopo che lo storico bassista Twiggy Ramirez venne "promosso" a chitarrista. Gerold si esibì con la band per la prima volta il 3 giugno 2009 a Brno. Durante l'estate 2009, la band fu impegnata con gli Slayer per il Mayhem Festival. Nel mese di ottobre 2009 inoltre, la band fu tra gli headliner del V-Rock Music Festival, evento visual kei internazionale.

### Cooking Vinyl,Born Villain(2009–2012)

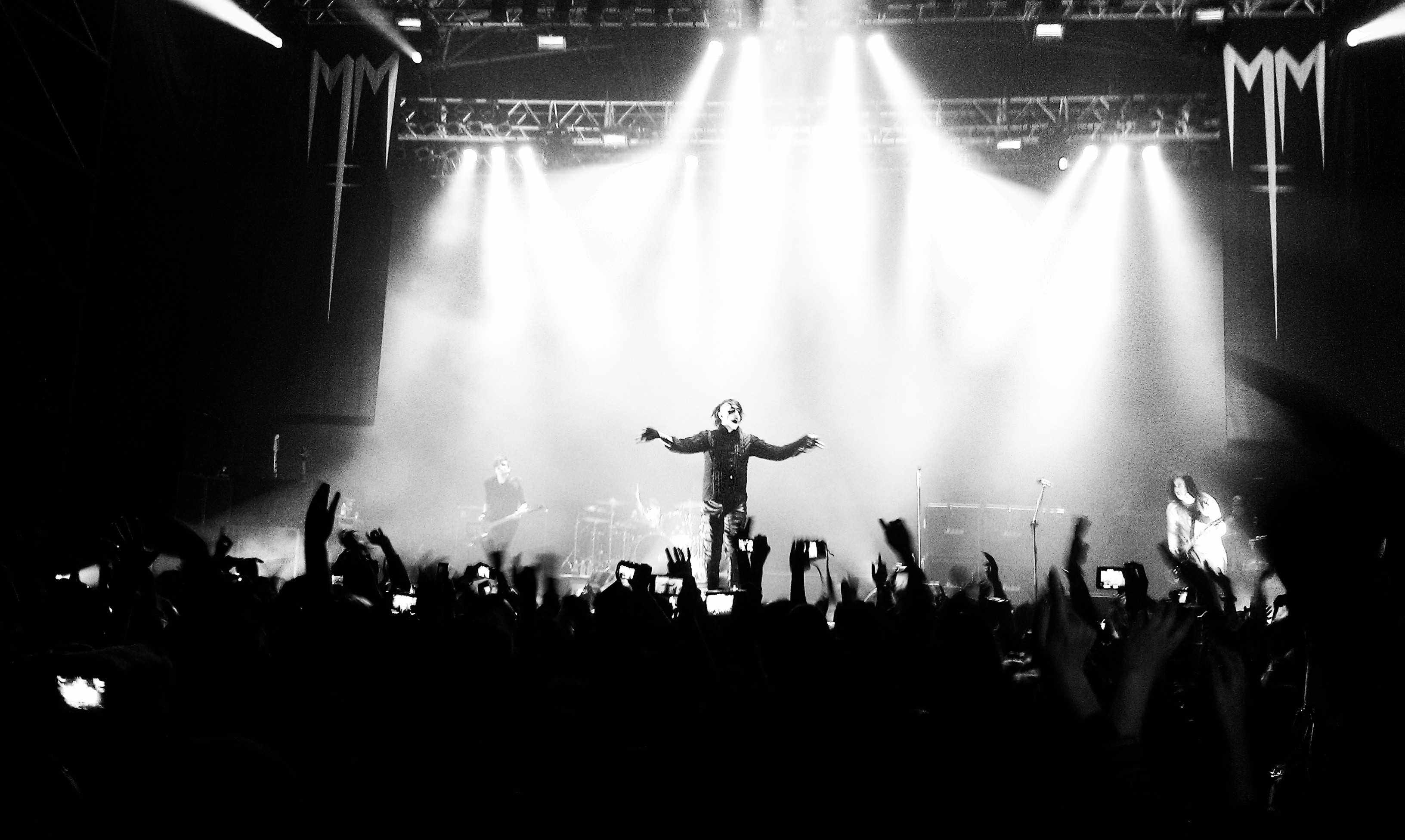
I Marilyn Manson dal vivo a Brisbane nel 2012

I lavori per l'ottavo album in studio dei Marilyn Manson iniziarono durante il The High End of Low Tour del 2009. Il bassista Twiggy progettava l'uscita del disco nel 2011 sotto le etichette Cooking Vinyl Records e Hell, etc., etichetta personale di Marilyn Manson. Si tratta del primo disco della band a non uscire sotto etichetta Interscope sin da quando il gruppo firmò il contratto con la casa discografica durato fino al 2009. Marilyn Manson affermò che i testi dell'album sarebbero stati "più romantici" ma "autolesionisti", e descrisse lo stile musicale del disco come "suicide death metal".
La prospettiva di un ottavo album in studio della band fu confermata per la prima volta dallo stesso frontman il 3 dicembre 2009 in occasione di un'intervista con Metal Hammer:
(Marilyn Manson, Metal Hammer del 3 dicembre 2009.)
Stando a quanto affermato da Chris Vrenna, nel mese di gennaio 2010 la band stava già "parlando e
arrivando con le idee" per l'album. Il 24 gennaio 2010, Manson confermò sul suo profilo ufficiale MySpace che "il nuovo album è ufficialmente in movimento".
In aprile 2010, durante la sua apparizione ai Golden Gods Awards organizzati dalla rivista Revolver, Manson annunciò che la band aveva registrato 13 canzoni, una delle quali avrebbe dovuto apparire in una serie televisiva vampiresca, ma il progettò naufragò. Si riferì all'album come "molto death metal" e si disse interessato nel pubblicarlo in maniera diversa da tutti i precedenti dischi dei Marilyn Manson. Indicò anche la sua amicizia con gli Slayer come una vaga influenza per l'album. Durante un'intervista con Full Metal Jackie, affermò che i lavori per l'album erano a metà.
Il 7 maggio 2010, sia Rudy Coby che Nick Kushner del sito The Nachtkabarett ebbero la possibilità di ascoltare materiale tratto dal nuovo album, e Kushner lo commentò su Facebook descrivendolo come "fottutamente hardcore". Il padre di Manson, Hugh Warner, descrisse così l'album:
(Hugh Warner, MansonWiki, 15 agosto 2010)
Il 3 novembre 2010, durante un'intervista con Eric Blair, il bassista della band Twiggy Ramirez affermò che il nuovo album era "quasi fatto. Probabilmente uscirà l'anno prossimo [...] È il nostro disco migliore, credo. Voglio dire, lo dicono sempre tutti, ma credo che questo sia il nostro lavoro migliore finora... È tipo un Mechanical Animals più punk rock ma senza suonare troppo pretenzioso".
Per gran parte della prima metà del 2011, Marilyn Manson sparì dalla circolazione e interruppe quasi tutte le comunicazioni con i suoi fan o col mondo esterno. Il 24 febbraio 2011, lo storico batterista della band Ginger Fish annunciò la sua dipartita dal gruppo, incoraggiando una ricerca per un sostituto. Intanto, il 18 marzo 2011 Marilyn Manson si concesse una breve pausa dal suo "sequestro" autoimposto per apparire nel videoclip di Tempat Ku, brano del gruppo pop D'Hask, originario del Brunei. Il 23 marzo 2011, il frontman postò nuove fotografie nella pagina Facebook ufficiale della band, che avevano uno stile differente da quello delle foto precedenti. Il nuovo stile faceva intendere che la "nuova era" dei Marilyn Manson era iniziata, e di conseguenza l'uscita del nuovo album si avvicinava.
Il 22 maggio 2011, il sito ufficiale della band fu sottoposto ad un radicale aggiornamento. Un breve cortometraggio della durata di 26 secondi, sperimentalmente intitolato I am among no one (excerpt from an undisclosed song with an unreleased title), fece la sua comparsa sulla ridisegnata homepage del sito, insieme ad un nuovo logo che indicava il loro ottavo album e la nuova era. Il logo consiste nella lettera "M" ripetuta quattro volte in un motivo a spirale, ognuna delle quali ha una lunga coda. Alla fine di due delle quattro "code" appare il trigramma cinese ☲ (離 lí) originario dell'I Ching. Letto longitudinalmente o dall'alto verso il basso, forma sempre l'esagramma 30, "Radiosità", chiamato anche "il rampicante" o "la rete". L'origine del simbolo è dovuta agli uccelli a coda lunga come il pavone o la leggendaria fenice. La colorazione CMYK presente nel logo richiama inoltre un acrostico formato da Manson in occasione di un bollettino che annunciava i cambiamenti del sito, intitolato Christianity Manufactures Yesterdays Killers.
Il 3 giugno 2011, l'edizione brasiliana del giornale broadsheet portoghese Destak confermò che i rappresentanti della band avevano concluso con successo gli accordi per portare i Marilyn Manson in tour in Brasile e in altri Paesi del Sudamerica in occasione del SWU Music & Arts Festival che sarebbe iniziato la seconda settimana di novembre 2011. Il festival brasiliano vide anche un cambio di location nel 2011. Mentre gli organizzatori stavano ancora finalizzando i dettagli, fu ipotizzato che l'evento potesse tenersi a San Paolo, nel comune di Paulínia. Manson apparve il 21 giugno 2011 nel programma web Fleischer's Universe trasmesso tramite Ustream. In quell'occasione, annunciò che il titolo del nuovo album sarebbe stato rivelato entro una settimana. Anticipò anche la frase "The center of the universe cannot exist if there are no edges", parte del testo di un brano non ancora pubblicato. Il titolo del disco non fu in realtà rivelato entro una settimana dall'intervista, ma solo il 1º settembre fu annunciato tramite Twitter che sarebbe stato Born Villain.
Dopo essere stato colpito dal suo lavoro di regista per un videoclip di Kid Cudi, Marilyn Manson incaricò l'attore Shia LaBeouf di lavorare all'artwork dell'album e di creare un video che documentasse la registrazione e la produzione del disco. Il risultato fu un cortometraggio di circa sei minuti, dalle immagini crude e con un brano inedito in sottofondo, poi rivelatosi essere Overneath the Path of Misery, uno dei pezzi contenuti nel disco in uscita.
Il 22 novembre 2011 fu annunciato ufficialmente l'abbandono della band da parte di Chris Vrenna, dopo aver collaborato alla creazione e alla produzione di Born Villain. Il 24 febbraio 2012, la band tenne il primo concerto del nuovo Hey Cruel World... Tour in supporto di Born Villain.

### The Pale Emperor(2013-2016)
Durante il 2013 e il 2014 scrive nuove tracce che verranno inserite nel prossimo album di inediti. Nel gennaio 2015 i Marilyn Manson pubblicano il nono album di inediti The Pale Emperor anticipato dal singolo Deep Six uscito nel dicembre 2014. Il disco si allontana molto dall'Industrial, stile che aveva caratterizzato i precedenti album avvicinandosi al blues e hard rock; quest'album è stato prodotto da Manson in collaborazione del nuovo componente Tyler Bates e non vede la partecipazione di Twiggy Ramirez che comunque compare nei ringraziamenti del CD. L'album a detta dello stesso Manson è stato dedicato alla madre deceduta verso la fine delle registrazioni del disco.

### Heaven Upside Down(2017-2018)
Subito dopo la pubblicazione del decimo album Heaven Upside Down (inizialmente intitolato "Say10") Twiggy Ramirez viene allontanato e, nel gennaio del 2018 Tyler Bates decide di non continuare la sua collaborazione col gruppo.

### We Are Chaos(2020)
Alla fine di luglio 2020 la band annuncia l'uscita del singolo We Are Chaos che anticipa l'omonimo undicesimo album uscito l'11 settembre 2020.

## Il frontman del gruppo
Marilyn Manson (nome d'arte di Brian Hugh Warner; Canton, 5 gennaio 1969), è un musicista ed artista statunitense noto per essere il controverso frontman della band omonima. Il suo nome d'arte è stato creato unendo il nome dell'attrice Marilyn Monroe con il cognome del serial killer Charles Manson che nell'agosto del 2012 lo ha persino contattato con una curiosa lettera dalla prigione. Il fatto di essere stato per lungo tempo dipinto dai media come un cattivo esempio per i bambini e per la società, oltre ai suoi comportamenti controversi e le polemiche dovute ai suoi testi, lo hanno portato ad avere grande impatto sul pubblico. I suoi frequenti confronti con figure religiose e politiche, uniti alla sua condotta e alle sue esibizioni, l'hanno reso il vero punto di riferimento della band.

## Controversie
Nel dicembre 1996 si tenne una conferenza stampa voluta da William J. Bennett, dal senatore Joseph Lieberman e dall'attivista C. DeLores Tucker, rivolta alla MCA, proprietaria della Interscope Records. Definendo diversi album pubblicati dall'etichetta (incluso Antichrist Superstar) come "profani", "violenti", "schifosi" e "merdosi", il gruppo chiese a Edgar Bronfman, Jr., presidente della MCA, di gestire saggiamente l'etichetta senza trarre profitto da questo tipo di materiale. Il 6 novembre dello stesso anno, il Sottocomitato Senatoriale per la Supervisione della Gestione del Governo e della Ristrutturazione statunitense tenne un'udienza pubblica sugli effetti della violenza all'interno dei testi rock e rap sui giovani. I sostenitori della band affermarono che si trattava solo di un ennesimo tentativo da parte del senatore Lieberman di attaccare il gruppo. L'udienza, presieduta dal parlamentare Sam Brownback, includeva le testimonianze di Lieberman e Tucker, oltre che di Raymond Kuntz, proveniente da Burlington, che incolpò del suicidio del figlio il disco Antichrist Superstar, definito da Lieberman come "vile, pieno d'odio, nichilistico e dannoso".
Le esibizioni della band finirono sotto il fuoco; il Dead to the World Tour in particolare fu seguito da manifestanti in quasi tutti i luoghi nordamericani visitati. Il concerto previsto per il 10 marzo 1997 a Columbia fu annullato "in risposta alla crescente pressione pubblica da parte di capi religiosi, cittadini e politici che hanno criticato l'immagine del gruppo". Il proprietario del Max Bell Centre di Calgary annullò il concerto dei Marilyn Manson previsto per il 23 luglio dello stesso anno, parlando di "immoralità" e del presunto "uso di animali sul palco" da parte della band. Un altro concerto fu cancellato a Portland pochi giorni dopo a causa della reputazione di Manson e dell'impossibilità di garantire sicurezza ai presenti durante lo show.
La data prevista in occasione dell'Ozzfest '97 in New Jersey, al Giants Stadium, fu cancellata dall'Autorità per gli Sport e gli Spettacoli del New Jersey, che citò gli stessi concerti dei Marilyn Manson come motivazione; l'evento si tenne comunque, dopo che lo stesso Ozzy Osbourne chiese l'intervento dello Stato, che costrinse le autorità a permettere il concerto. Vennero approvate delle leggi nello Utah e nella Carolina del Sud, che permettono alle sedi a gestione statale di bandire concerti di gruppi come i Marilyn Manson e che, almeno in un'occasione, hanno persino permesso ad alcune scuole locali di espellere studenti che avevano assistito a concerti dei Marilyn Manson.

### Sparatorie scolastiche
"Non me ne può fregare di meno delle argomentazioni di quei ragazzi. Che motivo abbiamo per andare in guerra? Uccidere qualcuno non può essere giustificato dal fatto di avere un motivo. Penso che il fatto che quei due ragazzi siano apparsi due volte sulla copertina del TIME dica molto sui media, perché sono sicuro che è tutto ciò che loro volevano. Volevano la fama. L'America ha venduto loro l'idea che un necrologio sia solo un altro titolo di giornale."
Subito dopo il massacro della Columbine High School, ci furono accusatori che sostenevano che i due killer Eric Harris e Dylan Klebold fossero stati influenzati dalla musica dei Marilyn Manson. Quando fu successivamente provato che né Harris né Klebold erano fan della band, molti furono portati a criticare i media per aver sfruttato la band come capro espiatorio invece di analizzare i problemi sociali di fondo alla base dell'incidente. Nel controverso documentario Bowling a Columbine, Michael Moore intervistò Manson a proposito della tragedia. Quando gli chiese cosa avrebbe voluto dire alle vittime, Manson rispose «Non direi loro una sola parola. Ascolterei ciò che hanno da dire, ed è ciò che nessuno ha fatto». Manson inviò inoltre un suo editoriale alla rivista Rolling Stone (24 giugno 1999) intitolato  Columbine: Di chi è la colpa?. URL consultato il 24 marzo 2018 (archiviato dall'url originale il 5 maggio 2016)., nel quale esponeva la sua opinione sulla violenza come presenza culturale vera e propria, oltre a discutere della sparatoria e del suo status, definendosi un obiettivo facile da incolpare per incidenti di questo tipo. Espresse inoltre le sue condoglianze alle famiglie delle vittime. Il rapper Eminem criticò la controversia nel suo brano The Way I Am, che contiene le parole "When a dude's gettin' bullied and shoots up his school/And they blame it on Marilyn, and the heroin/Where were the parents at?" ("Quando un tipo è vittima di bullismo e spara nella sua scuola/E loro danno la colpa a Marilyn, e all'eroina/Dov'erano i genitori?"). Marilyn Manson fece un cameo nel videoclip della canzone e prestò la sua voce per un remix del brano in versione più "heavy".
La controversia che associava i Marilyn Manson alle sparatorie scolastiche in America vide un secondo capitolo il 10 ottobre 2007, quando il quattordicenne Asa Coon aprì il fuoco sulla sua scuola a Cleveland. Il fatto accadde nella SuccessTech Academy intorno alle 13:15 (ora locale), quando Coon sparò a quattro persone, due studenti e due professori, prima di suicidarsi. Secondo le dichiarazioni della polizia e le interviste degli studenti, Coon indossava una maglietta dei Marilyn Manson al momento della sua furia omicida. In svariate occasioni, Coon disse agli studenti e ai professori che non credeva e non rispettava Dio; idolatrava invece il vocalist del gruppo, Brian Warner. Coon era noto per il suo comportamento violento, e si faceva notare tra gli altri studenti per il suo aspetto (stivali neri, impermeabile nero, unghie dipinte di nero e magliette a sfondo rock).

## Stili musicali
Tra i generi musicali intrapresi dalla band durante la sua storia sono inclusi alternative metal, alternative rock, hard rock, heavy metal, industrial metal, industrial rock e shock rock.

### Influenze
Inizialmente, dopo aver scoperto l'album Songs About Fucking dei Big Black grazie ad un tizio di Miami che sarebbe poi diventato il suo tastierista, Madonna Wayne Gacy, Manson aveva il desiderio di formare una rock band che utilizzasse una drum machine (tecnica poco utilizzata al di fuori della musica dance a quei tempi). Le prime incarnazioni dei Marilyn Manson utilizzarono questa idea e produssero materiale sperimentale, con grande utilizzo delle percussioni, che ricordava il lavoro di Steve Albini con i Big Black; successivamente, con l'aggiunta di un batterista dal vivo, le procedure di composizione e registrazione, oltre che le performance dal vivo, furono necessariamente adeguate. Il chitarrista Daisy Berkowitz e il bassista Gidget Gein, che arrivavano da un contesto punk rock, portarono con loro lo stile musicale e di scrittura della band di Jim Carroll (la cui People Who Died era una delle cover preferite dai primissimi Marilyn Manson) e lo stile degli show dei New York Dolls. Il risultato fu inizialmente paragonato dalla Nothing Records alla musica dei Jane's Addiction, ma dopo qualche tempo passato alla Nothing, vennero integrati elementi sonori propri di altre band sotto contratto con l'etichetta, come i Nine Inch Nails e i Prick.
Com'è evidente, Manson stesso è stato pesantemente influenzato dallo stile shock rock di artisti come Arthur Brown, Alice Cooper, The Doors, Black Sabbath, Kiss e Iggy Pop, di cui fu fan da piccolo; in ogni caso, influenze successive derivano dal glam rock di David Bowie (che lo stesso Manson sostiene essere la sua più grande influenza), la cui abilità camaleontica nel passare da uno stile ad un altro, cambiando anche look e filosofia musicale, è una caratteristica spesso associata ai Marilyn Manson dalla stampa musicale. Un esempio di come il gruppo sia stato influenzato da David Bowie si può notare paragonando il videoclip di quest'ultimo, The Heart's Filthy Lesson, con molti dei videoclip di Manson, come Sweet Dreams (Are Made of This) (Floria Sigismondi ha diretto videoclip sia per Bowie (Little Wonder) che per Manson (The Beautiful People e Tourniquet). Si rifece inoltre anche ai Cure ed ai Bauhaus durante l'era Eat Me, Drink Me. Il contesto hard rock da cui proveniva John 5 amplificò questo aspetto della band durante i concerti dal vivo; Tim Sköld, ex chitarrista, bassista e vocalist degli Shotgun Messiah, portò successivamente nella band un misto di percussioni e chitarre industrial. Sia Manson che Twiggy Ramirez parlarono dell'influenza dei Queen nel loro materiale più melodico, particolarmente in Mechanical Animals ed Eat Me, Drink Me, l'ultimo dei quali non vide la partecipazione di Twiggy.

### Stile compositivo e cantautoriale
Tutti i testi della band sono scritti dal cantante, Marilyn Manson, il cui stile autoriale varia di album in album. È solito impiegare taglienti e fantasiosi giochi di parole facendo spesso uso di paronomasie e doppi sensi nei propri testi — per esempio, un brano del disco Holy Wood (In the Shadow of the Valley of Death), che si riferisce al massacro della Columbine High School, è intitolato Target Audience (Narcissus Narcosis); l'album fa inoltre frequenti allusioni ad attentati, e il brano The Fall of Adam rimanda alla "Lincoln Town Car". Questa arguzia spesso sfocia in neologismi. Per quanto riguarda le melodie vocali di Manson, i testi sono solitamente parlati, urlati o cantati melodicamente; quest'ultima possibilità è normalmente riservata ai ritornelli.
Le parti strumentali sono principalmente composte dagli altri componenti della band. Fino al momento del suo abbandono e dopo il suo ritorno nel gruppo, Twiggy Ramirez è stato il principale compositore musicale del gruppo, avendo ricevuto crediti in ogni album dei Marilyn Manson precedente The Golden Age of Grotesque, fatta eccezione per Portrait of an American Family, per il quale i crediti di compositore furono spartiti tra Daisy Berkowitz e Gidget Gein, e per quelli successivi Eat Me, Drink Me. Stando ai crediti apparsi negli album, ogni membro fisso della band ha contribuito, in qualche modo, nella composizione delle canzoni.

## Formazione
Molti componenti hanno suonato altri strumenti musicali, sia dal vivo che in studio, oltre al loro strumento principale. Per esempio, Ramirez ha suonato la chitarra in diversi dischi mentre il suo strumento dal vivo era il basso (solo recentemente è passato fisso alla chitarra), Gacy ha suonato tastiere, theremin e calliope, Manson ha suonato flauto di pan, clavicembalo, tastiere e chitarre, e Berkowitz ha ricevuto crediti come bassista e programmatore di drum machine. Vrenna suonò la batteria al posto di Fish quando quest'ultimo era infortunato, e successivamente sostituì Gacy alle tastiere.

### Formazione attuale
- Marilyn Manson – voce (1989-presente)
- Gil Sharone – batteria (2014-2019) (2024-presente)
- Tyler Bates – chitarra (2014-2018) (2024-presente)
- Reba Meyers – chitarra (2024-presente)
- Piggy D. – basso (2024-presente)

### Ex componenti
- Twiggy Ramirez – basso (1993-2002, 2008-2009, 2014-2017) chitarra (2009-2014)
- Daisy Berkowitz – chitarra (1989-1996)
- Zim Zum – chitarra (1996-1998)
- John 5 – chitarra (1998-2004)
- Tim Sköld – chitarra (2005-2008), basso (2002-2008)
- Mark Chaussee – chitarra (2004-2005)
- Rob Holliday – chitarra (2008), basso (2007-2008)
- Wes Borland – chitarra (2008-2009)
- Olivia Newton Bundy – basso (1989-1990)
- Gidget Gein  basso (1990-1993)
- Andy Gerold – basso (2009-2010)
- Fred Sablan – basso (2010-2014)
- Sara Lee Lucas – batteria (1991-1995)
- Ginger Fish – batteria (1995-2004, 2005-2011)
- Chris Vrenna – batteria (2004-2005, 2011), tastiere (2007-2011) (2004-2005, 2007-2011)
- Jason Sutter – batteria (2011-2014)
- Zsa Zsa Speck – tastiere (1990)
- Madonna Wayne Gacy – tastiere (1990-2007)
- Spencer Rollins – tastiere (2013-2014)
- Paul Wiley – chitarra (2014-2020)
- Juan Alderete – basso (2017-2020)
- Brandon Pertzborn – batteria (2019-2020)

## Discografia

### Album in studio
- 1994 – Portrait of an American Family
- 1996 – Antichrist Superstar
- 1998 – Mechanical Animals
- 2000 – Holy Wood (In the Shadow of the Valley of Death)
- 2003 – The Golden Age of Grotesque
- 2007 – Eat Me, Drink Me
- 2009 – The High End of Low
- 2012 – Born Villain
- 2015 – The Pale Emperor
- 2017 – Heaven Upside Down
- 2020 – We Are Chaos
- 2024 – One Assassination Under God - Chapter 1

### EP
- 1995 – Smells Like Children
- 1997 – Remix & Repent

### Album dal vivo
- 1999 – The Last Tour on Earth

### Raccolte
- 2004 – Lest We Forget

## Premi e riconoscimenti
Nell'arco della loro carriera, i Marilyn Manson hanno ricevuto quattro nomination ai Grammy Awards:
- The Dope Show - Miglior interpretazione rock, 1999
- Astonishing Panorama of the Endtimes - Miglior interpretazione metal, 2001
- Mobscene - Miglior interpretazione metal, 2004
- No Reflection - Grammy Award alla miglior interpretazione metal, 2013

Hanno ricevuto tre nomination agli MTV Video Music Award:
I Marilyn Manson sono stati nominati Miglior gruppo heavy metal dal New Times e hanno ricevuto nel 1992 due nomination ai South Florida Slammies, una come Gruppo dell'anno e uno come Miglior gruppo alternative.
I Marilyn Manson sono stati nominati per un MTV Video Music Award al Miglior videoclip hard rock (Sweet Dreams (Are Made of This)) e hanno vinto uno Slammie come Band dell'anno nel 1996.
Nel 1997, i Marilyn Manson furono nominati dalla rivista Rolling Stone come Miglior nuovo artista.
Il videoclip di The Beautiful People ha ricevuto tre nomination ai MTV Video Music Awards del 1997, una come Miglior videoclip rock, una come Migliori effetti speciali e una come Migliore direzione artistica.
Nel 1998, grazie al videoclip di The Dope Show, furono nominati per un MTV Europe Music Award al Miglior videoclip rock e vinsero due Billboard Video Music Awards, uno per il Miglior videoclip hard rock, uno per il Miglior videoclip metal, e un Maximum Vision Award.
Nel 1999, Rolling Stone dichiarò il videoclip di The Dope Show Miglior videoclip dell'anno.
Il 29 agosto 2000, la band fu inclusa dalla rivista Kerrang! nella sua "Hall of fame", durante i Kerrang! Awards del 2000. Il frontman del gruppo avrebbe dovuto ricevere il premio dall'attrice svedese Britt Ekland. A causa di una guerra di cibo scoppiata tra gli Iron Maiden, i Foo Fighters e i Motörhead, ospiti della manifestazione, l'attrice scivolò su un pezzo di anguria rompendosi la caviglia e il polso. Consegnò lo stesso il premio a Marilyn Manson, stando seduta su una sedia.

## Cover
Durante la loro carriera, i Marilyn Manson hanno registrato molte canzoni di altri artisti. Tutte le cover ufficialmente pubblicate dalla band sono le seguenti:
| Anno | Titolo                            | Apparizione                                         | Artista originale             |
| ---- | --------------------------------- | --------------------------------------------------- | ----------------------------- |
| 1995 | "Down in the Park"                | Lunchbox                                            | Gary Numan                    |
| 1995 | "Sweet Dreams (Are Made of This)" | Smells Like Children                                | Eurythmics                    |
| 1995 | "I Put a Spell on You"            | Smells Like Children                                | Screamin' Jay Hawkins         |
| 1995 | "Rock 'n' Roll Nigger"            | Smells Like Children                                | Patti Smith                   |
| 1998 | "Golden Years"                    | Dead Man on Campus (OST)                            | David Bowie                   |
| 1999 | "Highway to Hell"                 | Detroit Rock City (OST)                             | AC/DC                         |
| 1999 | "Get My Rocks Off"                | The Last Tour on Earth                              | Doctor Hook                   |
| 1999 | "A Rose and a Baby Ruth"          | The Last Tour on Earth                              | George Hamilton IV            |
| 2000 | "Working Class Hero"              | Disposable Teens                                    | John Lennon                   |
| 2000 | "Five to One"                     | Disposable Teens                                    | The Doors                     |
| 2000 | "Suicide Is Painless"             | Il libro segreto delle streghe: Blair Witch 2 (OST) | Johnny Mandel, Mike Altman    |
| 2001 | "Tainted Love"                    | Non è un'altra stupida commedia americana (OST)     | Gloria Jones                  |
| 2003 | "The KKK Took My Baby Away"       | We're a Happy Family - A Tribute to Ramones         | Ramones                       |
| 2003 | "Mind of a Lunatic"               | This Is the New Shit                                | The Geto Boys                 |
| 2004 | "Personal Jesus"                  | Lest We Forget                                      | Depeche Mode                  |
| 2006 | "This Is Halloween"               | Nightmare Before Christmas (OST)                    | Danny Elfman                  |
| 2012 | "You're So Vain"                  | Born Villain                                        | Carly Simon                   |
| 2016 | "Cat People"                      | Countach (For Giorgio)                              | David Bowie e Giorgio Moroder |
| 2017 | "Stigmata"                        | Atomica bionda soundtrack                           | Ministry                      |
| 2018 | "Cry Little Sister"               | New Mutants soundtrack                              | Gerard McMahon                |
| 2018 | "Helter Skelter" (Con Rob Zombie) | "Helter Skelter"                                    | The Beatles                   |